# متاوانا (پنسیلوانیا)
متاوانا (به انگلیسی: Mattawana) یک منطقهٔ مسکونی در ایالات متحده آمریکا است که در شهرستان میفلن، پنسیلوانیا واقع شده‌است. متاوانا ۲۷۶ نفر جمعیت دارد.